# Seddera pedunculata
Seddera pedunculata är en vindeväxtart som först beskrevs av Isaac Bayley Balfour, och fick sitt nu gällande namn av Hallier f. Seddera pedunculata ingår i släktet Seddera och familjen vindeväxter. Inga underarter finns listade i Catalogue of Life.